# 쓸개길
쓸개길 또는 담도(膽道,Bile ducts)는 간과 쓸개에서 쓸개즙을 받아 십이지장(샘창자)로 보내는 관을 통틀어 이르는 말이다. 간관, 쓸개주머니관, 온쓸개관등으로 이루어져 있다.
한편 쓸개즙은 간에서 생성되며 간에 뿌리같이 뻗어있는 미세관들로 이루어진 담도(간관)와 총수 담관을 통해 일반적으로 쓸개에 모여 저장되어 얼마 뒤 십이지장으로 분비된다. 쓸개 여부등의 상황에 따라 간관을 통한 직접적인 분비도 가능하다.

1. Bile ducts 담도(쓸개관)
2. Intrahepatic bile ducts 간내 담도
3. Left and right hepatic ducts 좌측, 우측 담도
4. Common hepatic duct 총간관
5. Cystic duct 담낭관
6. Common bile duct 총수담관 (총담관)
7. Ampulla of Vater 바터팽대부
8. Major duodenal papilla 십이지장유두
9. Gallbladder 쓸개(주머니), 담낭
10–11. Right, left lobes of liver 간 좌엽 및 우엽
12. Spleen 지라
13. Esophagus 식도
14. Stomach 위
15. Pancreas 이자
16. Accessory pancreatic duct 덧이자관
17. Pancreatic duct 이자관
18. Small intestine 소장 (해부학)
19. Duodenum 십이지장(샘창자)
20. Jejunum 빈창자
21–22. Right, left kidneys 좌우 콩팥
(점선에서 갈색 화살표까지 간의 간략 표시)

## 간의 구역
세그먼트(Segment) 1은 미상엽(caudate lobe)이고 왼쪽가쪽구역(좌외분절)에 위치하며, 문맥 및 그 분기 그리고 하대정맥(IVC)과 연결된다.
앞쪽에서 보았을 때 세그먼트 2 ~ 8의 좌엽 및 우엽은 각각 시계 방향으로 번호가 매겨진다.
세그먼트 2 및 3은 좌측에 위치한다.세그먼트 4는 낫 모양의 인대 옆에 있으며 상부(3a) 및 하부(3b)로 세분화할 수 있다.
세그먼트 5에서 8까지는 간의 오른쪽 부분인 우엽을 구성한다.
세그먼트 5는 내측 및 하측이다.
세그먼트 6는 보다 후방에 위치한다.
세그먼트 7는 세그먼트 6 위에 위치한다.
세그먼트 8는 내측 위치에서 세그먼트 5 위에 위치한다

## 같이 보기
- 담도폐쇄증
- 담도운동실조증
- 담도암
- 황달

## 참고
- KLME 의학검색엔진 -쓸개즙, 총간관
- 국립암센터
- 보건복지부
- 대한의학회